# 赵曙明
赵曙明（1952年12月15日—），江苏海安人，中国人力资源管理专家，南京大学人文社会学科资深教授，南京大学商学院名誉院长。